# Johan Braunjohan
Johan Braunjohan, auch Braun Johan (* 28. Juli 1589 in Osnabrück; † 9. August 1649 in Lübeck) war ein deutscher Jurist und Ratssekretär in Lübeck.

## Leben
Johan Braunjohan, Sohn eines gleichnamigen Bürgers der Stadt Osnabrück, studierte Rechtswissenschaften an den Universitäten in Helmstedt, Köln und Rostock. In Rostock ist er als Respondent und Präside der Universität durch Veröffentlichungen (auch Gelegenheitsschriften) nachgewiesen. Er war von 1618 bis zu seinem Tode 1649 Ratssekretär in Lübeck. 1637 wurde er mit der Führung des Lübecker Oberstadtbuches betraut und dementsprechend auch als Protonotar vereidigt. Braunjohan wurde in der Lübecker Katharinenkirche begraben. Der Rektor des Katharineums zu Lübeck Sebastian Meier hielt ihm die Leichenrede.
Seine Tochter Catharina heiratete am 16. Oktober 1637 den Ratssekretär Johann Havelandt.